# Amphicoma businskyi
Amphicoma businskyi es una especie de coleóptero de la familia Glaphyridae.

## Distribución geográfica
Habita en China.